# Cabo Campos
Roberto Campos Filho, mais conhecido como Cabo Campos (São Gonçalo, 16 de março de 1968) é um policial militar e político brasileiro. Foi deputado estadual do Maranhão.
Foi filiado ao PRB, PPS, PP, DEM, PATRI e atualmente é filiado ao PRD.

## Carreira política
Em 2006 candidatou-se à deputado estadual, mas não obteve a vitória.
Em 2012 candidatou-se à vice-prefeito ao lado de Eliziane Gama do mesmo partido PPS, mas não passou para o segundo turno. 
Em 2014 candidatou-se a deputado estadual sendo eleito pelo PP. 
Em 2018 candidatou-se à deputado estadual reeleição, mas não obteve a vitória. 